# Lovespring International
Lovespring International est une série télévisée américaine en treize épisodes de 25 minutes, créée par Eric McCormack et dont seulement douze épisodes ont été diffusés entre le 5 juin et le 18 septembre 2006 sur Lifetime.
En France, la série a été diffusée à partir du 8 septembre 2007 sur TPS Star.

## Synopsis
Cette série met en scène l'équipe de Lovespring International, une agence matrimoniale californienne.

## Distribution
- Jane Lynch (VF : Emmanuelle Bondeville) : Victoria Ratchford
- Jennifer Elise Cox (VF : Nathalie Bienaimé) : Tiffany Riley Clarke
- Jack Plotnick (VF : Cyrille Monge) : Steve Morris
- Sam Pancake (VF : Éric Missoffe) : Burke Kristopher
- Wendi McLendon-Covey (VF : Laurence Bréheret) : Lydia Mayhew
- Mystro Clark (VF : Ludovic Baugin) : Alex Odom

- Version française
  - Société de doublage : Nice Fellow[1]
  - Direction artistique : Benoît Du Pac[1]

Source VF : Doublage Séries Database

## Épisodes
1. Une agence haut de gamme (Pilot)
2. Le Bel Aventurier (Lydia's Perfect Man)
3. Burke et le cannibal (A Rear Window)
4. Mission d'infiltration (Burke Makes a Friend)
5. Lydia prend des risques (Lydia's Last Night)
6. Le Bal des perdants (The Loser Club)
7. Titre français inconnu (The Last Temptation of Steve)
8. Titre français inconnu (The Portrait and the Painter)
9. La Voyante (The Psychic)
10. La Rock Star SDF (The Homeless Rock Star)
11. Sperminator (The Sperminator)
12. Victoria s'enflamme (The Fire)
13. Titre français inconnu (The De-Muler) non diffusé aux États-Unis